# هاروتیون شوشانیان
هاروتیون (هاروت) واردِرِسی شوشانیان (ارمنی: Հարություն (Հարութ) Վարդերեսի Շուշանյան؛ زادهٔ ۸ مارس ۱۹۱۳ - درگذشته ۱۹۸۸) یک فرد نظامی و سیاستمدار اهل ارمنستان بود .

## زندگی‌نامه
در ۸ مارس ۱۹۱۳ در گانتیادی به دنیا آمد . وی همچنین برنده نشان جنگ میهنی درجه یک (۱۹۸۵)، نشان ستاره سرخ (۱۹۴۵)، مدال دفاع از استالینگراد، شهروند افتخاری آبخاز (۱۹۸۳) شده است. وی در ۱۹۸۸ در سن ۷۵ سالگی در گانتیادی درگذشت.

## یادداشت
1. ↑  Եֆրեյտոր